# Pierre Jourdan (acteur)
Pour les articles homonymes, voir Pierre Jourdan et Jourdan.
Pierre Jourdan est un acteur français né le 5 juin 1907 à Courbevoie (Hauts-de-Seine), mort le 18 avril 1993  à Tours (Indre-et-Loire).

## Filmographie
- 1942 :
  - La Femme que j'ai le plus aimée de Robert Vernay : l'ami de Claude ;
  - Le Mariage de Chiffon de Claude Autant-Lara : l'officier ;
  - Monsieur La Souris de Georges Lacombe : Frédéric Muller ;
  - Le Voile bleu de Jean Stelli : Dominique ;
  - Le Bienfaiteur d'Henri Decoin : le type du bar.
- 1943 :
  - Le Comte de Monte-Cristo de Robert Vernay : Frantz d'Épinay ;
  - Monsieur des Lourdines de Pierre de Hérain : Flibure ;
  - Lucrèce de Léo Joannon : Rudi Daré.
- 1947 :
  - Monsieur de Falindor de René Le Hénaff : Maxime de Falindor ;
  - Les Maris de Léontine de René Le Hénaff : Édouard de la Jambière.
- 1950 :
  - Le Furet de Raymond Leboursier : l'inspecteur Wens ;
  - Mystère à Shanghai de Roger Blanc : Steve.
- 1952 : Le Crime du Bouif d'André Cerf : Exam, le gendre ;
- 1953 : Le Petit Jacques de Robert Bibal : Paul Laverdac ;
- 1954 : Le Rouge et le Noir de Claude Autant-Lara : le comte Altamira.
- 1958 :
  - Échec au porteur de Gilles Grangier : Marc Grancourt ;
  - Le Joueur de Claude Autant-Lara.
- 1960 : La Ligne de mire de Jean-Daniel Pollet : M. Gordo ;
- 1963 : La Demoiselle de cœur de Philippe Arthuys[1].

## Théâtre
- 1942 :
  - C'était en juillet…, d'Henry Turpin et Pierre-Paul Fournier[2] ;
  - Monsieur de Falindor, de Georges Manoir et Armand Verhylle[3],[4].
- 1946 : Le Secret, d'Henri Bernstein, mise en scène d'Alice Cocéa ;
- 1948 : L'Homme aux souliers verts (Murder without crime), d'après J. Lee Thompson, mise en scène de Jean-Jacques Daubin[5],[6] ;
- 1958 : Les portes claquent, de Michel Fermaud, mise en scène de Christian-Gérard[7],[8] ;
- 1966 : Demandez Vicky !, de Marc-Gilbert Sauvajon, mise en scène de Jacques-Henri Duval[9] ;
- 1974 : Les Amants terribles (Private Lives), d'après Noël Coward, mise en scène de Raymond Gérôme.